# Molophilus (Molophilus) laius
Molophilus (Molophilus) laius is een tweevleugelige uit de familie steltmuggen (Limoniidae). De soort komt voor in het Oriëntaals gebied.